# Muzea w województwie podkarpackim
Muzea w województwie podkarpackim – spis muzeów, mających siedzibę na terenie województwa podkarpackiego, podzielony według tematyki ekspozycji.
Wymienione placówki są prowadzone przez jednostki samorządu terytorialnego (województwo, powiat, gmina (miasto)), osoby prawne, kościoły i związki wyznaniowe, szkoły (uczelnie), a także przez osoby prywatne.
| Typ muzeum                                     | Placówki |
| ---------------------------------------------- | --- |
| Muzea archeologiczne i historyczne             | - Europejskie Centrum Pamięci i Pojednania w Pustkowie–Osiedlu - Muzeum Historyczne Miasta Tarnobrzega - Muzeum Narodowe Ziemi Przemyskiej w Przemyślu - Muzeum Polaków Ratujących Żydów w Markowej - Muzeum Uniwersytetu Rzeszowskiego - Skansen Archeologiczny „Karpacka Troja” w Trzcinicy (oddział Muzeum Podkarpackiego w Krośnie) |
| Muzea biograficzne                             | - Muzeum Juliana Przybosia w Gwoźnicy Dolnej (oddział Muzeum Okręgowego w Rzeszowie) - Muzeum Marii Konopnickiej w Żarnowcu |
| Muzea etnograficzne oraz skanseny              | - Muzeum Budownictwa Ludowego w Sanoku - Galicyjski Rynek w Sanoku - Muzeum Etnograficzne w Rzeszowie (oddział Muzeum Okręgowego w Rzeszowie) - Muzeum Kultury Ludowej w Kolbuszowej - Skansen Kultury Łemkowskiej w Zyndranowej - Skansen Pastewnik w Przeworsku |
| Muzea przyrodnicze, geologiczne i geograficzne | - Muzeum Magurskiego Parku Narodowego w Krempnej - Muzeum Misyjne w Krośnie - Muzeum Łowiectwa w Rzeszowie - Muzeum Przyrodnicze „Koniec Świata” w Dzierdziówce - Muzeum Przyrodnicze Bieszczadzkiego Parku Narodowego w Ustrzykach Dolnych - Muzeum Przyrodniczo-Łowieckie „Knieja” w Nowosiółkach - Muzeum Skamieniałości i Minerałów w Dubiecku |
| Muzea regionalne i miejskie                    | - Izba Regionalna w Śliwnicy - Muzeum Historii Miasta Przemyśla (oddział Muzeum Narodowego Ziemi Przemyskiej w Przemyślu) - Muzeum Kresów w Lubaczowie - Muzeum Okręgowe w Rzeszowie - Muzeum Historii Miasta w Rzeszowie - Muzeum Podkarpackie w Krośnie - Muzeum Regionalne w Brzozowie - Muzeum Regionalne w Dębicy - Muzeum Regionalne w Handzlówce - Muzeum Regionalne w Jaśle - Muzeum Regionalne w Mielcu - Muzeum Historii Fotografii „Jadernówka” - Muzeum Regionalne w Sokołowie Małopolskim - Muzeum Regionalne w Sołonce - Muzeum Regionalne w Stalowej Woli - Muzeum Samorządowe Ziemi Strzyżowskiej w Strzyżowie - Muzeum Społeczne Gminy Niebylec - Muzeum Społeczne PTTK w Przeworsku - Muzeum w Jarosławiu - Muzeum Wsi w Odrzykoniu - Muzeum Ziemi Leżajskiej w Leżajsku - Muzeum Ziemi Zaklikowskiej w Zaklikowie - Społeczne Muzeum Regionalne w Tyczynie - Społeczne Muzeum Ziemi Błażowskiej w Błażowej - Muzeum Regionalne w Pilźnie |
| Muzea sakralne i religijne                     | - Muzeum Archidiecezjalne w Przemyślu - Muzeum Diecezjalne w Rzeszowie - Muzeum Figur Chrystusa Frasobliwego w Jeżowem - Muzeum Misyjne w Miejscu Piastowym - Muzeum Parafialne w Bliznem - Muzeum Parafialne w Pruchniku - Muzeum Parafialne w Szufnarowej - Muzeum Prowincji Ojców Bernardynów w Leżajsku - Muzeum Towarzystwa Jezusowego Prowincji Polski Południowej w Starej Wsi |
| Muzea sztuki                                   | Galeria Malarstwa Alfonsa Karpińskiego - Podkarpackie Centrum Sztuki Współczesnej im. Zdzisława Beksińskiego w Sanoku |
| Muzea oraz skanseny techniki                   | - Muzeum Centralnego Okręgu Przemysłowego - Muzeum Dzwonów i Fajek w Przemyślu (oddział Muzeum Narodowego Ziemi Przemyskiej w Przemyślu) - Muzeum Energetyki Podkarpackiej w Rzeszowie - Muzeum Gorzelnictwa w Łańcucie - Muzeum Mleczarstwa w Rzeszowie - Muzeum Młynarstwa i Wsi w Ustrzykach Dolnych - Muzeum Polskiego Przemysłu Siarkowego, oddział Muzeum Historycznego Miasta Tarnobrzega - Muzeum Powozów w Łańcucie - Muzeum Pożarnictwa w Przeworsku - Muzeum Przemysłu Naftowego i Gazowniczego im. Ignacego Łukasiewicza w Bóbrce - Muzeum Rzemiosła w Krośnie - Podkarpackie Muzeum Pożarnictwa w Starej Wsi (oddział Muzeum Regionalnego w Brzozowie) - Prywatne Muzeum Techniki i Militariów w Rzeszowie |
| Muzea wojskowe                                 | - Muzeum Fort XII Werner w Żurawicy - Muzeum Twierdzy Przemyśl - Prywatne Muzeum Podkarpackich Pól Bitewnych w Krośnie |
| Muzea zamkowe i pałacowe                       | - Muzeum Historyczne - Pałac w Dukli - Muzeum im. Dzieduszyckich w Zarzeczu (oddział Muzeum w Jarosławiu) - Zamek Kazimierzowski w Przemyślu - Zamek w Baranowie Sandomierskim - Zamek w Krasiczynie - Zamek w Łańcucie - Zamek w Rzeszowie - Zespół Pałacowo-Parkowy w Przeworsku |
| Pozostałe muzea                                | - Muzeum Bombki Choinkowej w Nowej Dębie - Muzeum Dobranocek w Rzeszowie - Muzeum Lalek w Pilźnie - Muzeum Narciarstwa w Cieklinie - Muzeum Społeczne PTTK w Przeworsku - Muzeum Teatru Polskiego Radia w Baranowie Sandomierskim - Muzeum Turystyki Górskiej w Ustrzykach Górnych - Park Miniatur Świątyń w Myczkowcach - Podziemna Trasa Turystyczna w Przemyślu - Podziemna Trasa Turystyczna w Rzeszowie - Podziemne trasy turystyczne w Jarosławiu |